# 사와타니촌
사와타니촌(沢谷村)은 시마네현 오치군에 설치되었던 촌이다. 현재의 미사토정에 해당한다.